# 에어로 디 아크로-뱃
에어로 디 아크로-뱃(Aero the Acro-Bat)은 1993년 이과나 엔터테인먼트에서 개발하고 선소프트에서 배급한 비디오 게임이다. 슈퍼 패미컴과 메가 드라이브로 출시되었다. 붉은색의 의인화된 박쥐인 에어로 디 아크로-뱃은 David Siller가 만들었다. 2002년, 메트로 3D는 게임보이 어드밴스용으로 게임의 버전을 출시했으며 배터리 백업 기능을 갖추고 있었다(원래 버전에는 없었다). 게임보이 어드밴스 버전은 유럽에서 Aero The Acro-Bat - Rascal Rival Revenge, 일본에서 어크로뱃 키즈(Acrobat Kid, アクロバットキッズ)라는 제목으로 출시되었다. 슈퍼 패미컴 버전은 2010년 7월 PAL 지역과 북미에서 Wii의 버추얼 콘솔로 재출시되었다. 2024년 8월에는 슈퍼 패미컴 버전이 닌텐도 스위치, 플레이스테이션 4, 플레이스테이션 5, 엑스박스 원, Xbox Series X/S용으로 재출시되었으며, 일본 닌텐도 스위치 사용자들을 위해 신유덴에서 에어로: 아크롮 키즈(Aero: Acrobat Kid, エアロ アクロバット キッズ)라는 새로운 일본어 현지화가 제공되었다. 게임보이 어드밴스 버전은 11월에 같은 플랫폼으로 재출시되었다.
후속작인 에어로 디 아크로-뱃 2가 1994년에 출시되었으며, 스핀오프작인 제로 더 카미카제 스쿼럴(Zero the Kamikaze Squirrel)이 뒤따랐다.

## 줄거리
에드거 엑터라는 이름의 버릇없고 부잣집 아들은 항상 월드 오브 어뮤즈먼트 서커스 및 펀파크에 자주 방문했지만, 실패한 장난으로 사자를 죽일 뻔한 후 출입 금지되었다. 20년 후, 에드거는 강력하고 사악한 산업가가 되었다. 제로 더 카미카제 스쿼럴과 그의 사이코 서커스 갱단의 도움을 받아 에드거는 펀파크를 파괴하고 모든 서커스 공연자들을 납치한다. 에어로 디 아크로-뱃은 서커스의 가장 위대한 스타이자 공연자들(그의 여자친구 에리얼 포함)을 구하고 에드거의 사악한 음모를 막을 유일한 희망이다.

## 게임 플레이
레벨은 전형적인 2D 플랫폼 스타일로 진행된다. 레벨을 클리어하기 위해 플레이어는 특정 과제를 달성해야 출구 워프가 나타난다. 이러한 과제에는 후프 통과, 사라질 때까지 플랫폼 밟기, 롤러코스터 타기 등이 포함된다. 각 세계에는 5개의 레벨이 있으며, 레벨은 넓고 많은 레벨에는 즉시 사망하는 불편하게 배치된 스파이크가 포함되어 있다.
에어로는 제한된 수의 별을 발사하거나 공중에서 목표물에 공중 대각선 드릴 공격을 가해 적을 공격할 수 있다.
레벨 끝에서 충분한 점수를 모으면 보너스 레벨을 플레이할 수 있으며, 에어로는 수영장으로 다이빙해야 한다. 보너스 레벨은 제네시스 버전에서는 수직 플랫폼 레벨이다. 선소프트가 슈퍼 패미컴용으로 게임을 컨버전했을 때 보너스 레벨을 변경하여 모드 7을 활용하여 오버월드 맵 위로 조작하는 간단한 레벨로 만들었다.

## 개발
수년 동안 데이비드 실러(David Siller)는 게임 캐릭터에 대한 아이디어를 머릿속에 담고 있었다. 그는 1992년에 에어로의 컨셉을 처음 스케치했다. 에어로의 초기 디자인은 인간 곡예사를 닮았지만, 실러는 항상 그를 박쥐로 만들려고 의도했다. 게임 플레이 메커니즘은 남코의 마피 시리즈를 부분적으로 기반으로 했다. 이 무렵 실러는 선소프트 오브 아메리카(Sunsoft of America)에 합류하기로 동의했다.
최종 컨셉은 데이비드의 아들인 저스틴 실러가 디자인했으며, 그는 70년대와 80년대의 다양한 테마에서 영감을 받았다. 실러가 제안한 일부 적, 아이템 및 레벨 내 콘텐츠는 완성된 게임에 포함되지 않았다. 이 컨셉에는 미션 목표 기능이 포함되어 있었는데, 원래 출시에는 추가되지 않았지만 게임보이 어드밴스 버전에서 구현되고 수정되었다. 원래 에어로는 오리지널 패밀리컴퓨터용으로 출시될 예정이었지만, 이 시점에서 16비트 콘솔이 시장에 나왔기 때문에 패밀리컴퓨터 버전은 취소되었다. 게임 작업의 대부분은 오렌지군 (캘리포니아주)에서 이루어졌다. 슈퍼 패미컴과 메가 드라이브 버전 모두 동시에 작업 중이었다.
선소프트는 1994년 언젠가 아타리 재규어로 게임을 이식할 계획을 세웠지만, 이 버전은 출시되지 않았다.
후속작들의 성공 후, 실러는 선소프트를 떠나 유니버설 인터랙티브에 합류했다. 유니버설은 실러의 캐릭터 권리를 구매하고 에어로를 마스코트로 만들려고 했다. 그는 두 번째 게임의 후속작인 "Aero the Acrobat 3D"를 PlayStation으로 출시하여 시리즈를 3부작으로 완성할 의도였지만, 유니버설이 크래쉬 밴디쿳에 관심을 돌리면서 이 컨셉은 개발 단계에 이르지 못했다. 그 게임의 성공에 이어 크래쉬가 에어로 대신 공식 마스코트가 되었다. 새로운 아크로-뱃 게임을 시작하는 데 실패한 실러는 유니버설을 떠나면서 에어로를 다시 구매했다. 실러가 캡콤에서 일하는 동안 미국 지사의 Bill Gardner는 에어로를 활용하고 싶었지만, 캡콤 본사는 실러의 계약에 따라 그 요청을 거부했다.
2002년 여름까지 실러는 텍사스주로 이전해야 했다. 그는 자신의 스튜디오를 설립할 자금이 없었지만, 아토믹 플래닛을 고용하여 자신의 오리지널 게임을 게임보이 어드밴스로 이식할 수 있었다. 메트로 3D는 이 게임이 마케팅에 매우 유망하다고 판단했고 실러는 개발 기간 동안 이식 작업을 총괄했다. 또한 실러는 가까운 미래에 에어로 디 아크로-뱃와 제로 더 카미카제 스쿼럴를 게임보이 어드밴스로 이식하고 "A-Z Force"라는 컬렉션으로 컴파일하려고 했지만, 그는 오리지널 게임 디자인에 집중하기 위해 이러한 계획을 취소했다.

## 출시
게임의 홍보 미술 작품은 네바다에서 열린 1993년 겨울 소비자 가전 전시회 및 시카고에서 열린 1993년 여름 소비자 가전 전시회에서 프로토타입 버전과 함께 전시되었으며, 다른 전시물들 사이에서 눈에 띄었다. 에어로 디 아크로-뱃은 선소프트의 새로운 마스코트가 되었다. 1993년 후반에 선소프트는 주소로 3x5 엽서를 보낸 선착순 100명에게 슈퍼 패미컴 또는 메가 드라이브 버전의 게임을 무료로 제공했다.
라타라이카 게임즈는 2024년 8월 2일에 닌텐도 스위치, 플레이스테이션 4, 플레이스테이션 5, 엑스박스 원 및 Xbox Series X/S용으로 에어로 디 아크로-뱃을 재출시했다.

## 평가
일렉트로닉 게이밍 먼슬리는 슈퍼 패미컴 버전에 10점 만점에 8.3점을 주었고 메가 드라이브 버전에 10점 만점에 7.6점을 주었다. 그들은 슈퍼 패미컴 버전의 예외적으로 좋은 음악이 없다는 점을 비판했지만, 넓고 도전적인 레벨로 여전히 훌륭한 게임이라고 평가했다. 또한 그들은 에어로 디 아크로-뱃을 1993년 최고의 새 캐릭터로 선정했다. 닌텐도 라이프는 슈퍼 패미컴 버전의 버추얼 콘솔 버전에 10점 만점에 6점을 주었다.
GameFan의 네 명의 리뷰어는 제네시스 버전에 93, 97, 87, 90점을 주었다. Video Games: The Ultimate Gaming Magazine은 제네시스와 SNES 버전 모두 10점 만점에 8점을 주었다.
반대로, Digital Press는 게임에 10점 만점에 3점만을 주었다.

## 참고 사항
1. ↑  게임보이 어드밴스판은 아토믹 플래닛에서 개발했다.